# Texas blues
El Texas Blues es un género de la música blues. A pesar de tener variaciones en su estilo, suele interpretarse con más énfasis en el swing que otros estilos de blues. 
El Texas blues difiere de otros estilos, como el Chicago blues, en la utilización de instrumentos y sonidos, especialmente en el uso intensivo de la guitarra. Músicos como Stevie Ray Vaughan contribuyeron a este estilo utilizando varios tipos de sonidos de guitarra, como la guitarra "slide" y diferentes melodías del blues y del jazz; este estilo utiliza también solos de guitarra eléctrica a modo de enlace en las canciones.

## Historia
El Texas Blues nació en los primeros años de la década de 1900 entre los afroamericanos que trabajaban en las refinerías de petróleo, ranchos y campamentos madereros. En la década de 1920, Blind Lemon Jefferson innovó el estilo utilizando una improvisación basada en el jazz y el acompañamiento de una guitarra; la influencia de Jefferson definió claramente este estilo e inspiró a intérpretes posteriores como Lightnin' Hopkins y T-Bone Walker. Durante la Gran depresión, en la década de 1930, muchos intérpretes de blues se trasladaron a ciudades como Galveston, Houston y Dallas. Fue, desde esas ciudades, donde aparecieron nuevos intérpretes, incluyendo al guitarrista y cantante de góspel Blind Willie Johnson y la legendaria vocalista Big Mama Thornton. Las compañías discográficas Duke Records y Peacock Records fueron las más importantes dentro del Texas blues en aquella época.
En la década de 1960, la industria del blues se trasladó al norte de los Estados Unidos, reduciéndose así la importancia de Texas en el género del blues. Texas volvió a recobrar protagonismo en la década de 1970 cuando se desarrolló el blues rock tejano, liderado este estilo por ZZ Top y The Fabulous Thunderbirds, marcando así el resurgir de la importancia del Texas blues, hecho que motivó la aparición de músicos como Stevie Ray Vaughan y el traslado de la capital del blues de Texas hacia Austin.

## Intérpretes destacados
- Albert Collins
- The Fabulous Thunderbirds
- Hollywood Fats
- Lightnin' Hopkins
- Blind Lemon Jefferson
- Janis Joplin
- Freddie King
- Leadbelly
- Big Mama Thornton
- Jimmie Vaughan
- Stevie Ray Vaughan
- T-Bone Walker
- Edgar Winter
- Johnny Winter
- ZZ Top
- Mance Lipscomb
- Kenny Wayne Shepperd

- Datos: Q1271752